# Martinkertváros
Martinkertváros eller Martintelep är en trädgårdsstad i staden Miskolc i Ungern. Till skillnad från många andra delar av Miskolc så har Martintelep aldrig varit en egen självständig stad.

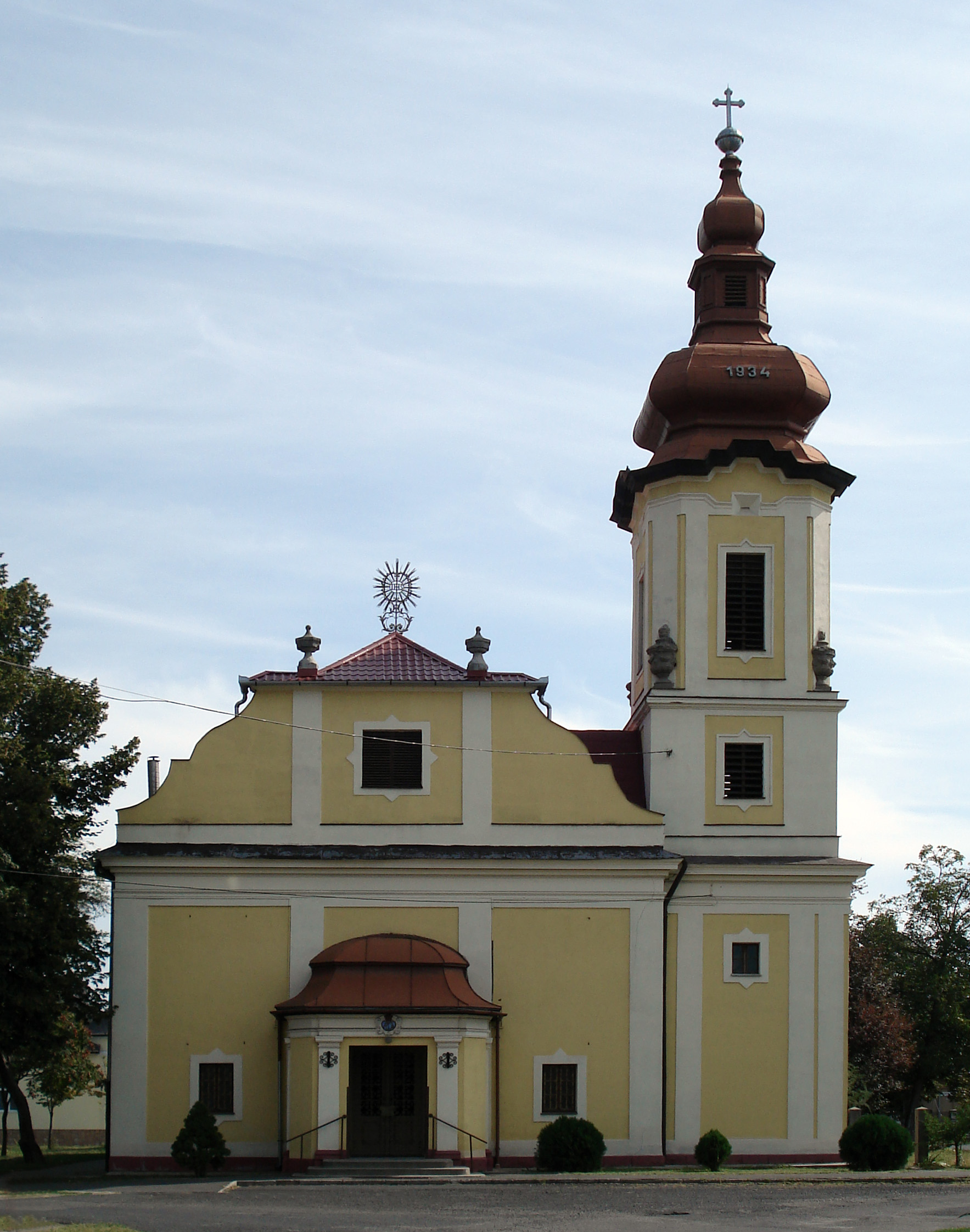
Katolska kyrkan.

Området nämndes första gången år 1908 som Károly Martins egendom nära bangården. Károly Martin var grundaren och första överbefälshavare vid brandkåren i Miskolc. Idag bär inte denna del av Miskolc hans stad, det finns även en gata som bär hans namn.
Den 2 juni 1944 bombade US Air Force järnvägsstationen och bangården vid Miskolc. Eftersom Martintelep ligger i närheten av området som bombades så skadades några delar av området. Attacken krävde 206 liv i staden och 420 personer kom till skada.
Invånarna i Martintelep ogillar namnet Martintelep (främst på grund av -telepdelen som betyder bosättning. Telep används främst vid benämningar av zigenarområden). Distriktet blev officiellt omdöpt till Martin-Kartváros (kertváros betyder trädgårdsstad) den 5 september 2002, men alla kallar fortfarande området för Martintelep, förutom de som bor i området.
Martintelep är en av de tystaste och mest fredliga områdena i staden. Från Miskolc går bussarna 3, 3A och linje 23 till delen.